# 유병진 (1952년)
유병진(1952년 1월 16일 - )는 대한민국의 경제학자이며 제9대 명지대학교 총장(재임기간 2012년 1월 1일-2024년 12월 31일)이다.

## 이력
명지대학교 무역학 학사, 미국 롱아일랜드 경영학 석사, 일본 교토대학교 경제학박사 학위를 취득했다. 
1978년 관동대학교 교수, 1992년 명지대학교 무역학과 교수, 한국대학축구연맹 회장, 2001년
관동대학교총장 등을 역임했다. 현재 제9대 명지대학교 총장을 역임하고 있으며, 국제대학스포츠연맹(FISU)국제조정위원회(CIC)위원, 대한대학스포츠위원회(KUSB)회장, 경기도그린캠퍼스협의회 회장, 대한체육협회 이사 등을 맡고 있다.    
| 전임 정근모 | 제9~12대 명지대학교 총장 2012년 1월 1일 - 2024년 12월 31일 | 후임 임연수 |